# 戈壁绢蒿
戈壁绢蒿（学名：Seriphidium nitrosum var. gobicum）为菊科绢蒿属下的一个变种。
变种加名 gobicum 意为“戈壁的”。